# Caseya sequoia
Caseya sequoia är en mångfotingart som beskrevs av Chamberlin 1941. Caseya sequoia ingår i släktet Caseya och familjen Caseyidae. Inga underarter finns listade i Catalogue of Life.